# The Who Tour 2002
The Who Tour 2002 fue una gira de la banda británica The Who.

## Lista de canciones
1. "I Can't Explain"
2. "Substitute"
3. "Anyway, Anyhow, Anywhere"
4. "Amazing Journey"
5. "Sparks" (replaced with an instrumental jam el 28 de enero)
6. "Pinball Wizard"
7. "I'm Free"
8. "My Wife" (John Entwistle) (replaced with "Boris the Spider" (John Entwistle) on 28 January)
9. "Who Are You"
10. "Behind Blue Eyes"
11. "Drowned" (solo acústico de Townshend)
12. "Baba O'Riley"
13. "You Better You Bet"
14. "5.15"
15. "Won't Get Fooled Again"

1. "I Can't Explain"
2. "Substitute"
3. "Anyway, Anyhow, Anywhere"
4. "Who Are You"
5. "Another Tricky Day"
6. "The Relay" (not played on 28 August or 23 September)
7. "Bargain"
8. "Baba O'Riley"
9. "Eminence Front"
10. "Sea and Sand"
11. "5.15"
12. "Love, Reign o'er Me" (performed twice on 24 August)
13. "Behind Blue Eyes"
14. "You Better You Bet"
15. "The Kids Are Alright"
16. "My Generation" (including "Old Red Wine")
17. "Won't Get Fooled Again"

Encores (variations of the following list):
1. "Pinball Wizard"
2. "Amazing Journey"
3. "Sparks"
4. "See Me, Feel Me"

## Fechas de la gira
| Fecha                    | Ciudad                      | País           | Lugar                         |
| Europa                   | Europa                      | Europa         | Europa                        |
| ------------------------ | --------------------------- | -------------- | ----------------------------- |
| 27 de enero de 2002      | Portsmouth                  | Inglaterra     | Portsmouth Guildhall          |
| 28 de enero de 2002      | Portsmouth                  | Inglaterra     | Portsmouth Guildhall          |
| 31 de enero de 2002      | Watford                     | Inglaterra     | Watford Colosseum             |
| 7 de febrero de 2002     | Londres                     | Inglaterra     | Royal Albert Hall             |
| 8 de febrero de 2002     | Londres                     | Inglaterra     | Royal Albert Hall             |
| Norteamérica             |                             |                |                               |
| 1 de julio de 2002       | Los Ángeles, California     | Estados Unidos | Hollywood Bowl                |
| 3 de julio de 2002       | Mountain View, California   | Estados Unidos | Shoreline Amphitheatre        |
| 4 de julio de 2002       | Wheatland, California       | Estados Unidos | Autowest Amphitheater         |
| 6 de julio de 2002       | George, Washington          | Estados Unidos | The Gorge                     |
| Norteamérica             |                             |                |                               |
| 26 de julio de 2002      | Mansfield, Massachusetts    | Estados Unidos | Tweeter Center                |
| 27 de julio de 2002      | Camden, New Jersey          | Estados Unidos | Tweeter Center                |
| 29 de julio de 2002      | Hershey, Pensilvania        | Estados Unidos | Hersheypark Stadium           |
| 31 de julio de 2002      | Nueva York                  | Estados Unidos | Madison Square Garden         |
| 1 de agosto de 2002      | Nueva York                  | Estados Unidos | Madison Square Garden         |
| 3 de agosto de 2002      | Nueva York                  | Estados Unidos | Madison Square Garden         |
| 4 de agosto de 2002      | Nueva York                  | Estados Unidos | Madison Square Garden         |
| Norteamérica             |                             |                |                               |
| 23 de agosto de 2002     | Auburn Hills, Míchigan      | Estados Unidos | The Palace of Auburn Hills    |
| 24 de agosto de 2002     | Tinley Park, Illinois       | Estados Unidos | Tweeter Center Chicago        |
| 25 de agosto de 2002     | Noblesville, Indiana        | Estados Unidos | Verizon Wireless Music Center |
| 27 de agosto de 2002     | Grand Rapids, Míchigan      | Estados Unidos | Van Andel Arena               |
| 28 de agosto de 2002     | Columbus, Ohio              | Estados Unidos | Polaris Amphitheater          |
| 30 de agosto de 2002     | Holmdel, Nueva Jersey       | Estados Unidos | PNC Bank Arts Center          |
| 31 de agosto de 2002     | Wantagh, Nueva York         | Estados Unidos | Jones Beach Amphitheater      |
| Norteamérica             |                             |                |                               |
| 14 de septiembre de 2002 | Paradise, Nevada            | Estados Unidos | The Joint                     |
| 15 de septiembre de 2002 | Irvine, California          | Estados Unidos | Verizon Wireless Amphitheatre |
| 17 de septiembre de 2002 | Los Ángeles                 | Estados Unidos | Greek Theatre                 |
| 19 de septiembre de 2002 | Greenwood Village, Colorado | Estados Unidos | Fiddler's Green Amphitheatre  |
| 21 de septiembre de 2002 | Dallas, Texas               | Estados Unidos | American Airlines Center      |
| 23 de septiembre de 2002 | Chicago, Illinois           | Estados Unidos | House of Blues                |
| 24 de septiembre de 2002 | Saint Paul, Minnesota       | Estados Unidos | Xcel Energy Center            |
| 27 de septiembre de 2002 | Mansfield, Massachusetts    | Estados Unidos | Tweeter Center                |
| 28 de septiembre de 2002 | Toronto                     | Canadá         | Air Canada Centre             |